# TJ Dukla Praha
TJ Dukla Prag (offiziell TJ Dukla Praha) ist ein tschechischer Sportverein aus Prag.
Der Name Dukla geht zurück auf den gleichnamigen Bergpass (slowakisch Dukliansky priesmyk), in dessen Umgebung 1944 tschechoslowakische Soldaten nach einer 80-tägigen Schlacht die polnisch-slowakische Grenze überschritten und mit der Befreiung ihrer Heimat begannen.

## Vereinsnamen
Dukla Prag wurde am 1. Oktober 1948 als Armádní tělocvičný klub (ATK Praha, zu deutsch: Armeeverein für Leibesübungen Prag) gegründet. 1953 wurde der Verein in Ústřední dům armády (ÚDA Praha, zu deutsch: zentrales Armeehaus Prag) umbenannt. Weitere Umbenennungen gab es 1956 in VTJ Dukla Praha und 1976 in ASVS Dukla Praha.

## Sektionen

### Fußball
Hauptartikel: FK Dukla Prag
Seit dem Entstehen des Armee-Spitzensports 1948 gehörte Dukla Praha zu den erfolgreichsten Vereinen und erzielte auch internationale Erfolge. Dukla Praha gehörte von 1948 bis 1993 ununterbrochen der 1. tschechoslowakischen Liga an und wurde elfmal Meister. Nach dem Zusammenbruch des kommunistischen Regimes blieb die finanzielle Unterstützung durch das Verteidigungsministerium aus; 1991 machte sich die Fußballabteilung als FC Dukla Prag selbständig.
- Erfolge
  - Tschechoslowakischer Meister: 1953, 1956, 1958, 1961, 1962, 1963, 1964, 1966, 1977, 1979, 1982
  - Tschechoslowakischer Pokalsieger: 1961, 1965, 1966, 1969, 1981, 1983, 1985, 1990
  - Sieger International Soccer League: 1961
  - Sieger American Challenge Cup: 1962, 1963 und 1964

### Eishockey
Die Eishockeymannschaft des ATK wurde gleich nach ihrer Zusammenstellung zur Saison 1948/49 ohne sportliche Qualifikation in die 1. Liga gesetzt, Leidtragender war der Klub HC Stadion Podolí, der sich auflöste. Im ersten Jahr wurde die Armeemannschaft Dritter, 1950 sicherte sie sich den ersten und einzigen Meistertitel. Nach einem vierten Rang 1951 wurde sie 1952 Vizemeister. 1953 folgte eine Umbenennung des Gesamtvereins in ÚDA Praha, die Mannschaft wurde Fünfter. Nach Ende der Saison 1955/56 fusionierten die beiden Armeemannschaften ÚDA Praha und Tankista Praha, letztere erst 1953 ins Leben gerufen, und die neue Mannschaft trat als Křídla vlastí Olomouc  in der zweiten Spielklasse an. Nach nur einer Saison wurden die Sportler nach Jihlava transferiert, wo eine neue Mannschaft gegründet wurde, die späterer Rekordmeister der Tschechoslowakei wurde: der ASD Dukla Jihlava.
Erfolge
- Tschechoslowakischer Meister: 1950

Meistermannschaft 1950
| Torhüter      | Josef Jirka, Markl                                                                                  |
| Abwehrspieler | Antonín Španninger, Přemysl Hainý, Miloslav Šašek, Remiáš, Höhn                                     |
| Stürmer       | Vladimír Kobranov, Augustin Bubník, Stock, Vlastimil Hajšman, Marek I, Čech, Pospíšil, Koller, Mach |
| Trainer       | unbekannt                                                                                           |

### Leichtathletik
In der Leichtathletik-Abteilung des Armeesportklub Dukla wurden die leistungsstärksten Akteure der tschechoslowakischen Sportsoldaten konzentriert. Dazu gehörten auch Weltklasseathleten wie der mehrfache Olympiasieger Emil Zátopek und der Europameister und olympische Bronzemedaillengewinner im Kugelstoßen Jíři Skobla. Auch nach dem gesellschaftlichen Umsturz 1989 und der anschließenden Auflösung der Klubstrukturen gehörte der Hochleistungssport der Leichtathletik zum Zuständigkeitsbereich der Armee. Die Erfolgsgeschichte der ehemaligen Klub-Sektion wird seitdem als ASC Dukla fortgeführt, aus dessen Reihen zahlreiche Olympiasieger und Weltmeister wie Jan Železný, Barbora Špotáková (beide Speerwurf), sowie Tomáš Dvořák und Roman Šebrle (beide Zehnkampf) kamen. Die Trainingsstätte ist das im Prager Stadtteil Dejvice gelegene Stadion Juliska.

### Volleyball
Die Volleyballabteilung des Armeesportklub Dukla wurden die leistungsstärksten Spieler der tschechoslowakischen Sportsoldaten konzentriert. Seit 1969 spielt sie in Liberec als VK Dukla Liberec.

## Gegenwart
Der Verein verfügt derzeit (Stand: September 2006) über folgende Abteilungen: Fechten, Schwimmen, Sport für Alle (Frauengymnastik), Tennis, Volleyball und Wandern.